# Loubaresse (Cantal)
Pour l’article homonyme, voir Loubaresse.
Loubaresse est une ancienne commune française située dans le département du Cantal, en région Auvergne-Rhône-Alpes. Elle a fusionné le 1er janvier 2016 avec les communes de Faverolles, Saint-Just et Saint-Marc pour constituer la commune nouvelle de Val d'Arcomie.

## Géographie
Cette localité est située dans le massif de la Margeride, au sud du Massif central. Elle se trouve à une heure de Clermont-Ferrand, et à 2 heures de Montpellier. Le territoire est bordé par la Truyère et arrosé par son affluent, le ruisseau d'Arcomie.

## Toponymie
Loubaresse provient du terme de langue occitane Lobaressa signifie « lieu hanté par les loups »,.
Loubaresse est constituée de l'ancienne section de Chaliers « Lou Balax », ce qui peut plus vraisemblablement expliquer l'origine du nom. Le « Balax » signifiant le fossé, la gorge, le ravin.

## Histoire
La commune avait été créée en 1878 par la division de la commune de Chaliers. En 1973, elle fusionna avec l'ancienne commune de Bournoncles, qui resta commune associée jusqu'à la création de la nouvelle commune de Val d'Arcomie.

## Politique et administration
| Période                                  | Période       | Identité       | Étiquette | Qualité                            |
| ---------------------------------------- | ------------- | -------------- | --------- | ---------------------------------- |
| Les données manquantes sont à compléter. |               |                |           |                                    |
| avant 1958                               | ?             | Emmanuel Paran | ?         | Membre de la Chambre d'Agriculture |
| mars 2001                                | décembre 2015 | Bruno Paran    | DVG       | Agriculteur                        |

## Démographie
L'évolution du nombre d'habitants est connue à travers les recensements de la population effectués dans la commune depuis 1881. À partir du 1er janvier 2009, les populations légales des communes sont publiées annuellement dans le cadre d'un recensement qui repose désormais sur une collecte d'information annuelle, concernant successivement tous les territoires communaux au cours d'une période de cinq ans. 
Pour les communes de moins de 10 000 habitants, une enquête de recensement portant sur toute la population est réalisée tous les cinq ans, les populations légales des années intermédiaires étant quant à elles estimées par interpolation ou extrapolation. Pour la commune, le premier recensement exhaustif entrant dans le cadre du nouveau dispositif a été réalisé en 2007,.
En 2013, la commune comptait 402 habitants, en évolution de −1,71 % par rapport à 2008 (Cantal : −1,19 %, France hors Mayotte : +2,49 %).
| 1881 | 1886 | 1891 | 1896 | 1901 | 1906 | 1911 | 1921 | 1926 |
| ---- | ---- | ---- | ---- | ---- | ---- | ---- | ---- | ---- |
| 842  | 931  | 841  | 740  | 744  | 758  | 699  | 661  | 648  |

| 1931 | 1936 | 1946 | 1954 | 1962 | 1968 | 1975 | 1982 | 1990 |
| ---- | ---- | ---- | ---- | ---- | ---- | ---- | ---- | ---- |
| 629  | 613  | 603  | 569  | 541  | 525  | 543  | 443  | 418  |

| 1999 | 2006 | 2010 | 2013 | - | - | - | - | - |
| ---- | ---- | ---- | ---- | - | - | - | - | - |
| 434  | 413  | 406  | 402  | - | - | - | - | - |

## Culture locale et patrimoine

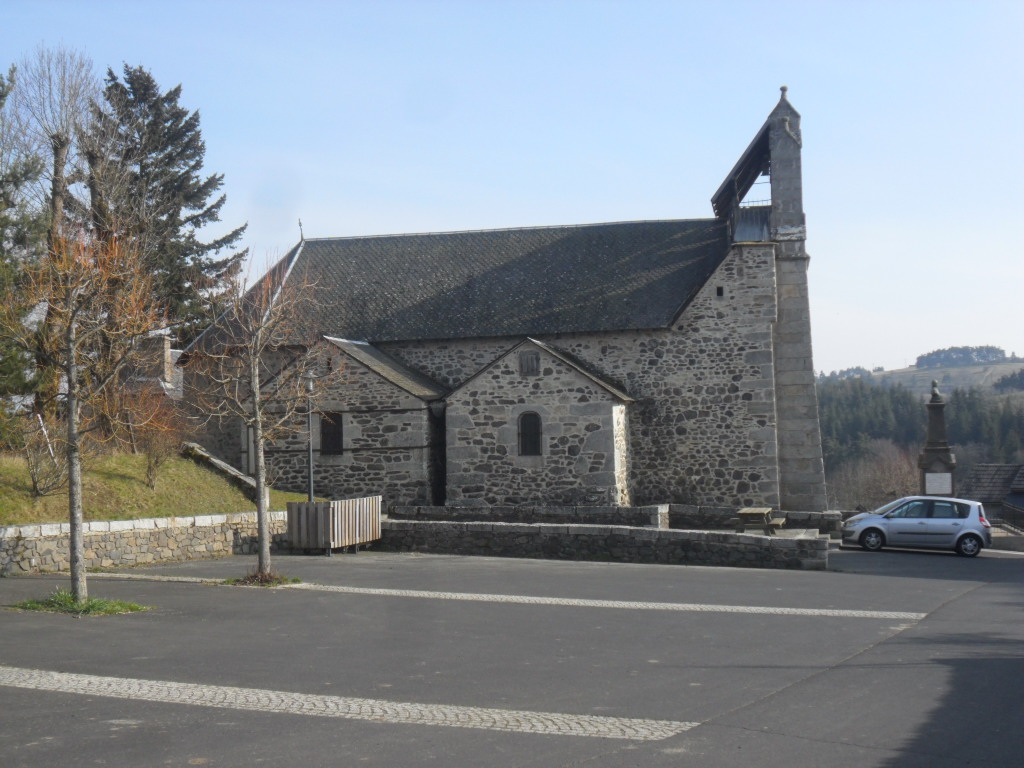
Église de Loubaresse.

### Lieux et monuments
- Le château de Longevialle (XVIIe siècle, ISMH[10]) construit vers 1690 par Antoine Guerin Falcon de Longevialle.
- Le viaduc de Garabit.
- La ferme de Pierre Allègre, écomusée de Margeride. Au cœur du village, cette ferme à l'architecture traditionnelle permet d'imaginer le quotidien d'une famille de paysans de Margeride au XIXe siècle. On découvre la grange, le four à pains, le « cantou » et l'étable[11].
- Le château de Pompignac.
- La ferme Torrette[12].

### Personnalités liées à la commune
- Bertrand Duguesclin
- Gustave Eiffel
- Henri-Georges Clouzot